# Юрмаш (Гафурийский район)
Юрма́ш (баш. Юрмаш) — деревня в Гафурийском районе Республики Башкортостан Российской Федерации. Входит в состав Имендяшевского сельсовета.

## География
Деревня находится на левом берегу реки Зилим.

### Географическое положение
Расстояние до:
- районного центра (Красноусольский): 54 км,
- центра сельсовета (Карагаево): 4 км,
- ближайшей ж/д станции (Белое Озеро): 60 км.

## Население
| 2002 | 2009 | 2010 |
| ---- | ---- | ---- |
| 214  | →214 | ↘175 |

### Национальный состав
Согласно переписи 2002 года, преобладающая национальность — башкиры (94 %).

## Религия
В деревне строится мечеть.